# Waking into Nightmares
Albums de Warbringer
War Without End
(2008) Worlds Torn Asunder
(2011)
Waking Into Night mares est le second album studio du groupe de thrash metal Américain Warbringer. L'album est sorti le 19 mai 2009 sous le label Century Media Records.

## Composition
- John Kevill : Chant
- Adam Carroll : Guitare
- John Laux : Guitare
- Ben Bennett : Basse
- Nic Ritter : Drum

## Liste des morceaux
1. Jackal 3:07
2. Living In A Whirlwind 3:19
3. Severed Reality 3:57
4. Scroched Earth 3:42
5. Abandoned By Time 4:19
6. Prey For Death 4:44
7. Nightmare Anatomy 4:00
8. Shadow From The Tomb 4:05
9. Senseless Life 4:55
10. Forgotten Dead 4:03